# Rumeli Hisarı
 (avril 2019).
Si vous disposez d'ouvrages ou d'articles de référence ou si vous connaissez des sites web de qualité traitant du thème abordé ici, merci de compléter l'article en donnant les références utiles à sa vérifiabilité et en les liant à la section « Notes et références ».
Rumeli Hisarı est une forteresse située au nord du quartier de Bebek à Istanbul, en Turquie.
Elle a donné le nom au quartier qui l'entoure sur une colline de la partie rouméliote du Bosphore. Elle a été construite par le sultan ottoman Mehmed II (1432-1481) entre 1451 et 1452 avant la chute de Constantinople. Les trois grandes tours portent les noms de trois vizirs de Mehmed II qui supervisèrent les travaux, Sadrazam Candarli Halil Pacha, Zağanos Pacha et Sarica Pacha.

## Construction
Rumeli Hisarı est situé au point le plus étroit avec 660 mètres du détroit du Bosphore, juste en face de la forteresse Anadolu Hisarı sur la côte Anatolienne, une autre forteresse ottomane qui a été construite entre 1393 et 1394 par le sultan Bayezid Ier.
Le lieu a été choisi pour empêcher tout renfort venant de la Mer Noire pour Constantinople au cours du siège de la ville en 1453, en particulier des colonies génoises telles que Caffa (Théodosie), Sinop et Amasra.
Dans une précédente tentative ottomane pour la conquête de la ville, le sultan Murad II (1404-1451), père de Mehmed II le Conquérant avait rencontré des difficultés en raison d'un blocus du Bosphore par la flotte byzantine.
La nécessité d'une forteresse en face de Anadolu Hisarı paraissait donc indispensable aux ottomans.
À cet endroit, une fortification romaine avait été bâtie dans le passé, utilisée comme prison par les byzantins et génois. Plus tard, un monastère avait été construit.
Dans le cadre des préparatifs pour la conquête de Constantinople, le sultan Mehmed II le Conquérant commença à réaliser la construction de la forteresse immédiatement après sa deuxième accession au trône en 1451.
Il refusa le plaidoyer en faveur de la paix de l'empereur byzantin Constantin XI (1404-1453) qui comprit l'intention du sultan.
La construction commença le 15 avril 1452.
Le sultan inspecta personnellement la construction. Avec l'aide de milliers de maçons et ouvriers, la forteresse fut achevée le 31 août 1452 en un temps record de 4 mois et 16 jours.

## Architecture
La fortification de Rumeli Hisarı possède une petite tour, trois grandes tours et treize petites tours de guet placées sur les murs reliant les principales tours. Une tour de guet a la forme d'un prisme quadratique, six ont la forme de prismes avec de multiples angles et six autres sont cylindriques. Les principales tours au nord, la tour Saruca Pacha a une forme cylindrique avec ses 9 étages et 28 mètres de haut au diamètre de 23,30 mètres et des murs de 7 mètres d'épaisseur. Aujourd'hui, cette tour est appelée la tour Fatih (le conquérant), surnom de Mehmed II le Conquérant.

## Utilisation
Actuellement, elle sert de musée, de théâtre estival après avoir été utilisée comme prison sous les Ottomans.

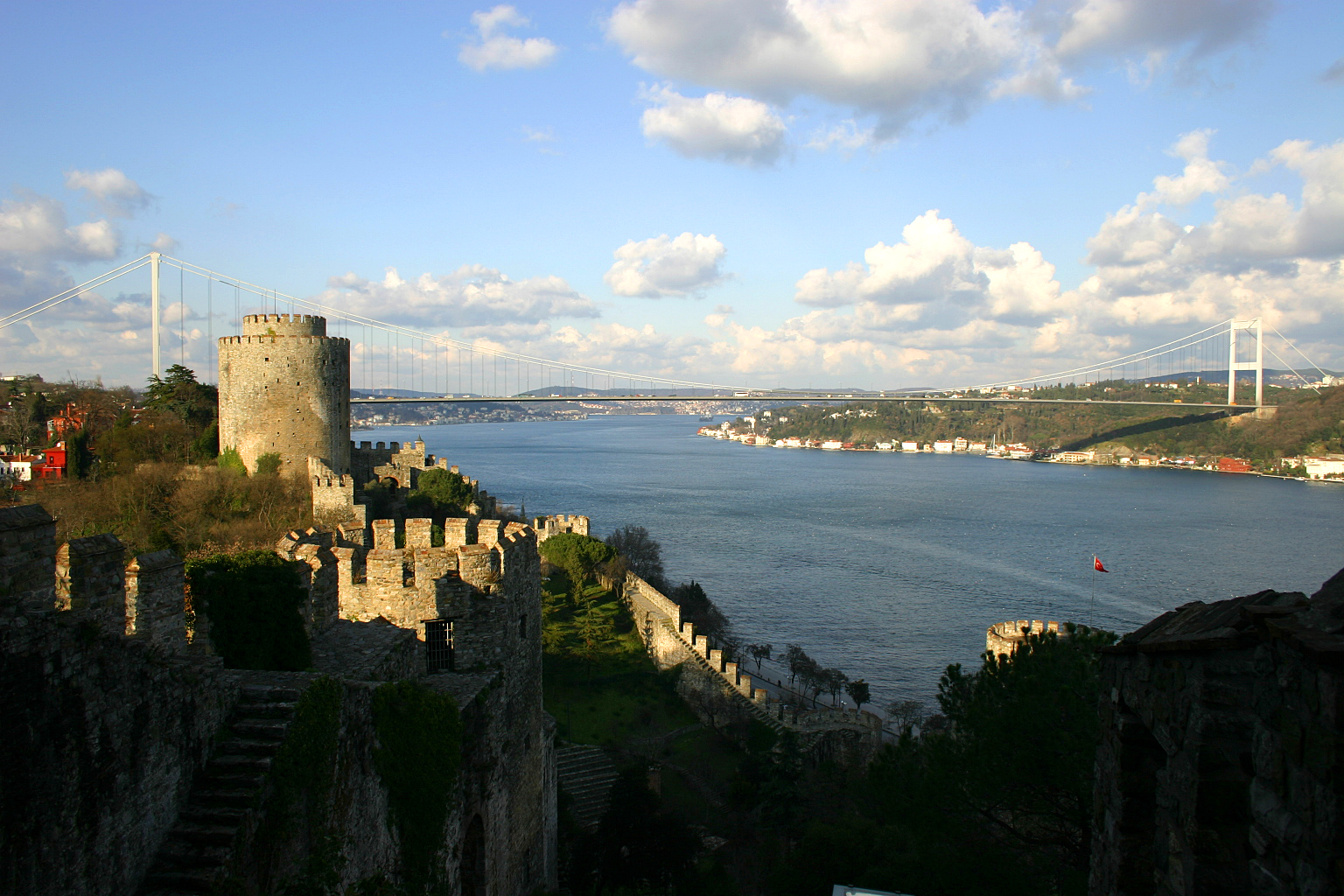
Vue générale de Rumeli Hisarı
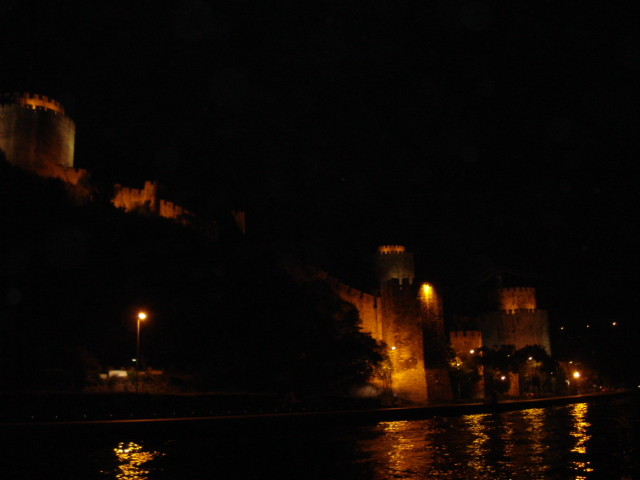
Rumeli Hisarı de nuit